# Aeropuerto de Kuito
El Aeropuerto de Kuito (IATA: SVP, OACI: FNKU) es un aeropuerto que sirve a la ciudad de Kuito (conocida como Silva Porto antes de 1975) en la Provincia de Bié, Angola.

## Aerolíneas
- TAAG Angola Airlines